# Стара чаршија у Књажевцу
Стара чаршија у Књажевцу је најпрепознатљивији део града и општине Књажевац. Представља градско језгро са зградама из касног 19. и раног 20. века. Налази се на обали Сврљишког Тимока, који протиче кроз средиште града. Стара чаршија је, са седам мостова који премошћују Сврљишки Тимок, препознатљиви мотив града, због чега Књажевац познат и као „мала Венеција”.

## Историја
Стара чаршија настала је у време турске владавине, а уобличена је почетком двадесетог века. Данашњи изглед добила у првој деценији 21. века када су, после реконструкције, фасаде зграда обојене јарким бојама. Према речима Небојше Иванковића, архитекте у књажевачкој Дирекцији за урбанизам и изградњу „Развој”, боја је ликовни елемент убачен са намером да сваком појединном објекту, свакој згради да њен јединствен карактер и посебност.
Стара књажевачка чаршија представља целину коју чине грађевински објекти и природно окружење. Разнобојне фасаде трговачких и занатлијских радњи огледају се у води Сврљишког Тимока, уклопљене у модерне животне токове и заштићене као културно-историјско наслеђе. Комплекс се налази на десној обали реке, а амбијенталну целину употпуњује брдско залеђе и централни градски парк, Спомен парк, који се налази преко пута, на левој обали реке. 

## Просторно архитектонска целина
Објекти се просторно могу поделити на горњи и доњи низ. Горњи низ је најстарији део чаршије, кога чине приземни објекти, саграђени до 1885. године. Опстали су за време српско-турских ратова од 1885. до 1887. године и великог пожара 1886. године. У том периоду је уништен велики број објеката. У склопу доњег низа су нешто новије зграде, настале почетком 20. века. 
У објектима горњег низа некада су се налазиле старе занатске и трговачке радње и представљају наслеђену чаршију, преузету од Турака, који су раздвајали пословни од стамбеног дела вароши. Крајем 19. и почетком 20. века настао је доњи низ спратних објеката Старе чаршије. Од трговачких и занатских локала који су некада постојали као што је продавница мешовите робе, кројачи, ћурчије, сарачи, опанчари, неки постоје и данас, а основани су и новији, као фотографски и угоститељски објекти.
Стара чаршија има посебне архитектонске карактеристике. Она је спој балканске архитектуре, типичних занатских радњи и дућана и европске архитектуре која са првим урбанистичким планом почиње да преовлађује у градској архитектури. Чаршија је позната у граду и као Циган-мала, јер су у њој, а нарочито око каменог моста, живели и радили Роми ковачи и казанџије, чувени мајстори Кујићи. 

### Камени мост
Спомен парк и Стару чаршију повезује Камени мост, изграђен у ствари од бетона још 1913. године, на месту старог дрвеног моста. У време када је подигнут био је то први и највећи мост од армираног бетона у Србији са распоном од 30 метара. Овај мост је у неколико наврата реконструисан, а 1985. године је и проширен.

## Занимљивости
Године 1910. године, путујући на исток, Књажевац је посетио чувени француски архитекта и урбаниста Ле Корбизје. Инспирисан сликовитошћу улица и архитектуром града, направио је цртеж Књажевца који се чува у Народном музеју у Београду. 
Године 1969. режисер Живојин Павловић је у Књажевцу снимио свој чувени филм „Заседа” у коме су, поред познатих глумаца Милене Дравић, Ивице Видовића и Слободана Алигрудића, учествовали и многи становници Књажевца. Неке од сцена филма снимане су у Старој чаршији.